# Massacres de Piaśnica
Les massacres de Piaśnica sont plusieurs exécutions de masse de civils, menées par l’armée de l'Allemagne nazie dans le village de Wielka Piaśnica, près de Wejherowo, entre l'automne 1939 et le printemps 1940, pendant la Seconde Guerre mondiale.
Le nombre exact de personnes assassinées est inconnu, mais les estimations varient entre 12 000 et 14 000 victimes. La plupart d'entre eux sont des intellectuels polonais de Gdańsk (Poméranie) ; des civils Polonais, Juifs, Tchèques et détenus allemands d’hôpitaux psychiatriques du gouvernement général et du IIIe Reich ont également été assassinés.
Après le camp de concentration de Stutthof, Piaśnica est le plus grand site de massacres de civils polonais en Poméranie occupée par les Allemands, c'est pour cette raison qu'on l'appelle parfois la « deuxième » ou « poméranie » de Katyń. Ce fut également la première atrocité nazie à grande échelle en Pologne occupée.

## Contexte:Intelligenzaktion Pommern
Après l'invasion allemande de la Pologne, la population polonaise et cachoube de Gdansk Poméranie a été immédiatement soumise à une terreur brutale. Des prisonniers de guerre, ainsi que de nombreux intellectuels et dirigeants communautaires polonais, ont été assassinés. De nombreux crimes ont été perpétrés, avec l'approbation officielle, par les soi-disant Volksdeutscher Selbstschutz, ou des organisations paramilitaires d'ethnies allemandes de nationalité polonaise. Ceux-ci ont eux-mêmes encouragé à participer aux violences et aux pogroms du Gauleiter de Dantzig-Prusse-Occidentale, Albert Forster, qui, dans un discours à l'hôtel Prusinski à Wejherowo, exhorta les Allemands de souche à attaquer les Polonais. Les Selbstschutz ont participé aux premiers massacres de Piaśnica, et beaucoup de leurs membres ont rejoint plus tard des formations policières et SS qui continuèrent aux massacres jusqu'à l'automne 1940.
Une action organisée visant à exterminer la population polonaise de la région n'a cependant commencé qu'après la fin de la campagne de septembre, avec l'Intelligenzaktion Pommern, une partie d'une Intelligenzaktion globale mise en place par l'Allemagne nazie visant à liquider l'élite polonaise. Ses cibles principales étaient l'intelligentsia polonaise, accusée par les nazis de la politique pro-polonaise dans le couloir polonais pendant l'entre-deux-guerres. Les Polonais instruits étaient également perçus par les nazis comme le principal obstacle à la germanisation complète prévue de la région.
En conséquence, avant même l'invasion nazie de la Pologne, la police allemande et la Gestapo ont préparé des listes spéciales de Polonais qu'elles considéraient comme représentatives de la culture et de la vie polonaises dans la région, qui devaient être exécutées (Sonderfahndungsbuch Polen). Selon les critères officiels, l'intelligentsia polonaise comprenait toute personne exerçant dans un collège ou un enseignement supérieur, des prêtres, médecins, dentistes, vétérinaires, officiers militaires, bureaucrates, commerçants plus ou moins importants, propriétaires terriens, écrivains, journalistes et rédacteurs en chef de journaux. En outre, toutes les personnes qui, pendant l'entre-deux-guerres, appartenaient à des organisations culturelles et patriotiques polonaises telles que l'Union polonaise de l'Ouest ou la Ligue maritime et coloniale.
En conséquence, entre l'automne 1939 et le printemps 1940, lors de l'action générale Intelligenzaktion Pommern, les Allemands ont tué environ 65 000 intellectuels polonais et autres. Le principal site de ces meurtres était les forêts autour de Wielka Piaśnica.

## Les exécutions
Piaśnica Wielka est un petit village cachoube situé à environ 10 km de Wejherowo. Les forêts qui l'entouraient ont été choisies par les Allemands comme site des massacres car il était facilement accessible en bus et en camion, une ligne de chemin de fer était mise à disposition et le lieu était suffisamment éloigné des autres villages et centres de population.
Les premiers archives font état du début des exécutions à la fin d'octobre 1939. Cependant, la date de la première exécution est incertaine et controversée parmi les historiens. Selon Zygmunt Milczewski, cela débute le 21 octobre ; Andrzej Gąsiorowski déclare que la première personne assassinée est un prêtre, le père Ignacy Błażejewski, le 24 octobre; Barbara Bojarska mentionne quant à elle la date du 29 octobre. D'anciens prisonniers et témoins attestent également différentes dates à la fin du mois octobre, voire les premiers jours de novembre.
Les victimes sont transportées vers les lieux d'exécution par des voitures et des camions. Habituellement obligés de se déshabiller et parfois de creuser leurs propres tombes, les victimes sont alignés sur le bord des fossés qu'ils avaient creusés avant d'être abattus. Certains des blessés ont été tués à coups de crosse de fusil, comme en témoignent les crânes brisés ayant été exhumés des tombes. Les estimations et les dossiers suggèrent qu'un seul peloton du 36e régiment SS Wachsturmbann « Eimann », du nom de son commandant Kurt Eimann (de), impliqué dans les massacres, a pu tuer environ 150 personnes par jour. Des témoins rapportent qu'à de nombreuses occasions, avant les exécutions, les victimes ont été torturées et les enfants en particulier ont été traités avec la plus grande cruauté et souvent tués en se faisant écraser la tête contre les arbres par des soldats SS allemands.
Les comptes rendus les plus détaillés de l'une des exécutions proviennent de témoignages concernant le 11 novembre (jour de l'indépendance de la Pologne). Ce jour-là, les Allemands assassinent environ 314 otages polonais et juifs à Piaśnica. Selon le témoignage de l'ancien membre de la Gestapo et plus tard agent SMERSH de l'armée soviétique, Hans Kassner), recueilli en 1952, les exécutions de ce jour ont duré du petit matin jusqu'à trois heures de l'après-midi. Des hommes et des femmes ont été conduits par cinq vers des fosses précédemment creusées et abattus. Certaines des victimes ont été enterrées vivantes. L'une des personnes tuées était la sœur Alicja Kotowska, directrice du couvent de Wejherowo. Des témoins rapportent que pendant le trajet jusqu'au lieu d'exécution, Kotowska blottit et réconforta des enfants juifs également voués à la mort. Pendant l'exhumation d'après-guerre, le cadavre d'Alicja n'a pas été identifié mais une tombe a été trouvée contenant un chapelet du genre porté par les sœurs de son ordre. Ce lieu-dit est actuellement le site d'un mémorial. En 1999, Alicja Kotowska a été béatifiée par le pape Jean-Paul II en compagnie de 107 autres martyrs.
La zone autour des forêts où se déroulaient les massacres était entourée de policiers et de groupes paramilitaires afin d'empêcher toute victime de s'échapper et également d'empêcher l'accès à d'éventuels témoins extérieurs. Malgré ces dispositions, la population locale polonaise et cachoube observa les nombreux transports se rendant dans les forêts, tout en entendant les bruits de coups de feu.
Les derniers transports vers le site ont été observés au printemps 1940 et contenaient principalement des patients de l'hôpital psychiatrique du Troisième Reich, en particulier de Stettin et Lauenburg.
Le nombre total de victimes, tuées dans une zone autour de Piaśnica d'environ 250 kilomètres carrés, est estimé entre douze et seize mille, dont des femmes, des enfants et des nourrissons.

## Les victimes

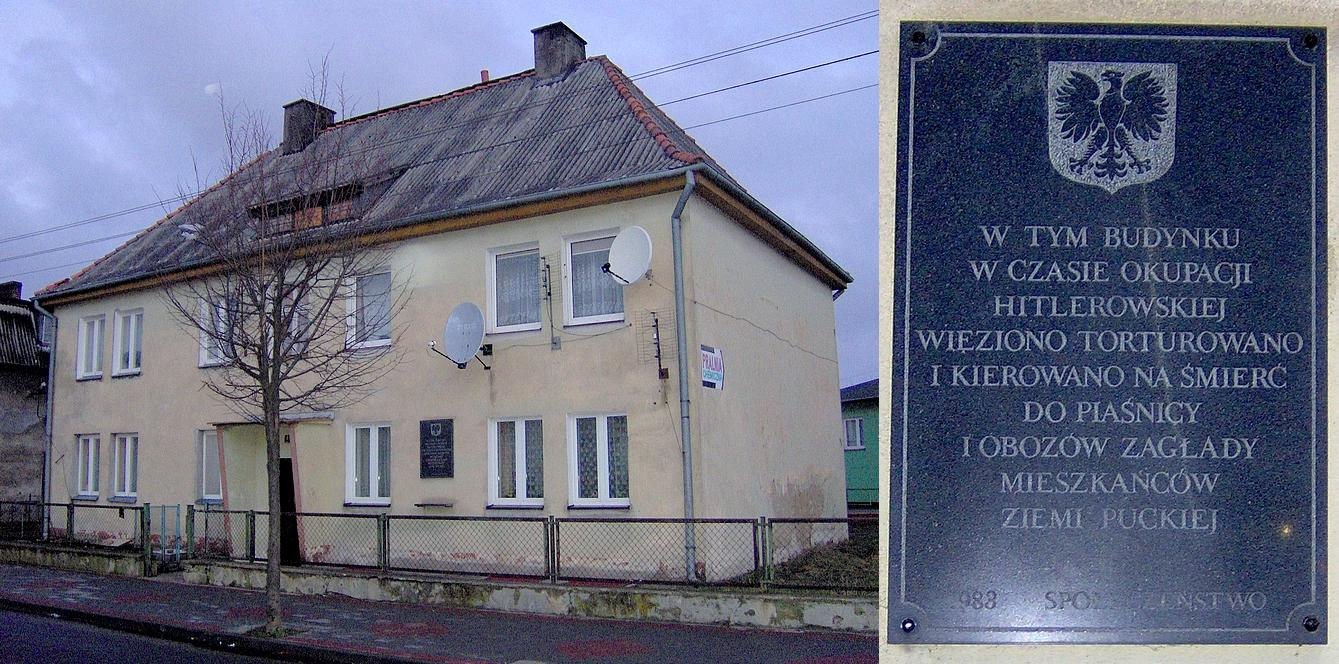
La prison de Puck où les victimes furent détenues et torturées avant d'être expédiées à Piaśnica. À droite subsiste une plaque commémorative accrochée à l'entrée.

En raison du fait qu'en 1944, les Allemands ont exhumé et brûlé de nombreux cadavres dans le but de cacher les crimes, le nombre exact de victimes est inconnu, ainsi que leurs noms et origines nationales. À partir d'enquêtes menées après la guerre, trois groupes différents de victimes peuvent être identifiés :
- Le premier groupe d'environ 2 000 personnes, principalement des Polonais et Cachoubes de Gdańsk, en Poméranie, arrêté en septembre et octobre 1939 et ensuite détenu dans les prisons de Wejherow, Puck, Gdańsk, Kartuzy et Kościerzyna[1].
- Le deuxième groupe, le plus important, de 10 000 à 12 000 personnes, était composé de familles polonaises, tchèques et allemandes originaire du gouvernement général et du Troisième Reich. Ce groupe comprenait également de nombreux travailleurs polonais ayant émigré en Allemagne pour des raisons économiques pendant l'entre-deux-guerres. Le nombre estimé est basé sur les charniers ayant été découverts et sur les rapports des témoins oculaires des cheminots qui ont observé les transports arrivant.
- Le troisième groupe comprenait environ 1 200 (certaines sources en donnent 2 000) malades mentaux, transportés des hôpitaux de Stralsund, Ueckermünde, Altentreptow et Lauenburg[2].

Les enquêtes menées jusqu'à présent ont permis d'établir le nom d'environ 600 des 12 000 à 14 000 personnes assassinées.

## Les auteurs
Trois groupes ont principalement été impliqués dans les massacres :
- Einsatzkommando 16, sous le commandement du chef de la Gestapo de Gdańsk, le SS-Obersturmbannführer Rudolf Tröger
- Unités spéciales du Wachsturmbann « Eimann » du 36e Régiment de la SS
- Allemands de souche locale de Wejherowo, membres du Selbstschutz, dirigés par le maire allemand de Wejherowo, Gustaw Bamberger et du directeur du comté du parti nazi, Heinz Lorentz.

Le quartier général du commandement chargé du nettoyage ethnique se trouvait dans une villa de la rue Krokowska à Wejherowo.

## Tentatives de cacher les meurtres
Après la fin de l'action d'extermination au printemps 1940, les organisateurs et les auteurs ont commencé à couvrir leurs actes. Des arbres et des buissons ont été plantés sur le site des tombes et la police allemande a restreint l'accès à la zone au cours des années suivantes.
Dans la seconde moitié de 1944, lors de l'offensive de l'Armée rouge, les autorités nazies ont anticipé l'évacuation du personnel militaire et civil allemand. Pendant ce temps, une action organisée a été entreprise afin de détruire les preuves des massacres. Trente-six prisonniers du camp de concentration du Stutthof ont été choisis et amenés dans les forêts en août 1944. Enchaînés et attachés, ils ont été forcés de déterrer les tombes, d'exhumer les corps et de les brûler dans des crématoires forestiers spécialement préparés. Après six semaines de ce travail, les prisonniers ont été assassinés par les troupes SS qui les surveillaient et leurs corps également brûlés. Des civils allemands locaux ont également participé à la dissimulation des corps.
Malgré les tentatives des Allemands d'effacer toute preuve, les photographies des événements subsistent. Deux Allemands locaux, Georg et Waldemar Engler, qui dirigeaient un studio de photographie à Wejherowo, ont participé aux massacres au sein des organisations paramilitaires. Le jeune Engler fit un enregistrement photographique des fusillades. Tous deux furent jugés et condamnés pour crimes de guerre après la guerre.

## Procès et responsabilité
En 1946, un tribunal national de Gdańsk, en Pologne, a jugé Albert Forster, le Gauleiter de la région de Gdańsk et l'administrateur nazi de Poméranie et de Prusse-Occidentale, responsable des meurtres à Piaśnica, ainsi que d'autres crimes de guerre. Il fut condamné à mort et la peine fut exécutée le 28 février 1952, à Varsovie.
Un tribunal allemand de Hambourg a condamné en 1968 le dirigeant SS Kurt Eimann à quatre ans de prison pour sa participation au meurtre de malades mentaux allemands à Piaśnica. Il ne fut cependant pas poursuivi pour les meurtres d'intellectuels et citoyens polonais précédemment assassinés.
Richard Hildebrandt, Höhere SS- und Polizeiführer en Poméranie, a été condamné à mort par un tribunal polonais de Bydgoszcz pour son rôle dans l'organisation des meurtres. Un tribunal militaire britannique de Hambourg en 1946 a condamné à mort pour crimes de guerre Max Pauly, l'ancien commandant du camp de concentration de Stutthof et également commandant du camp de concentration de Neuengamme. Celui-ci ayant participé aux exécutions à Piaśnica, au Stutthof et dans de nombreux lieux de la Poméranie occupée. La peine a été exécutée à la prison de Hamelin par Albert Pierrepoint en 1946. Le maire de Puck, F. Freimann, a également été condamné à mort par un tribunal de Gdynia.